# Cyrtochilum caespitosum
Cyrtochilum caespitosum es una especie de orquídea.  Las especies de Cyrtochilum han sido segregadas del género Oncidium debido a sus largos rizomas con espaciados pseudobulbo con 3 o 4 pares de largas hoja alrededor de la base, con una inflorescencia con muchas flores de gran tamaño.

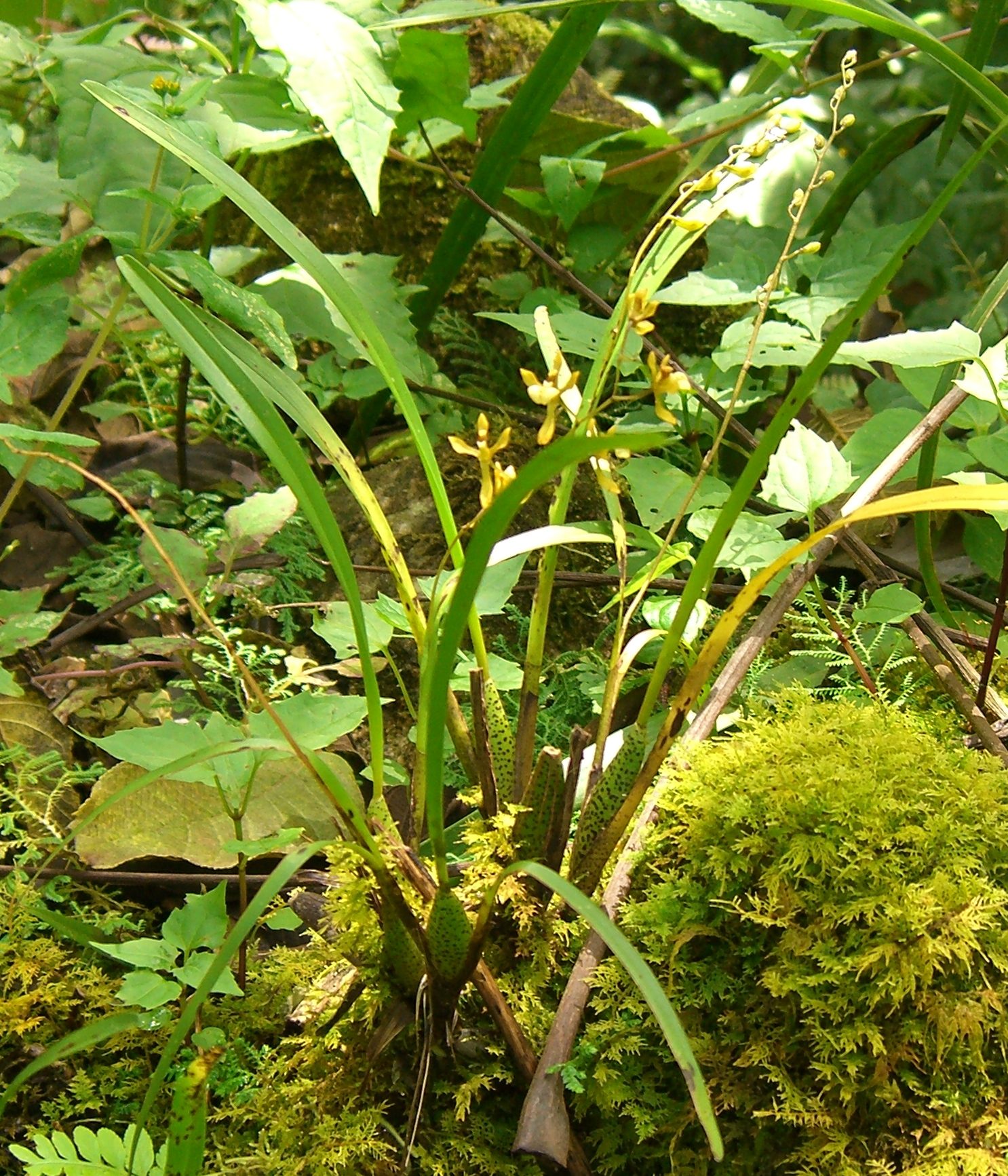
Vista de la planta

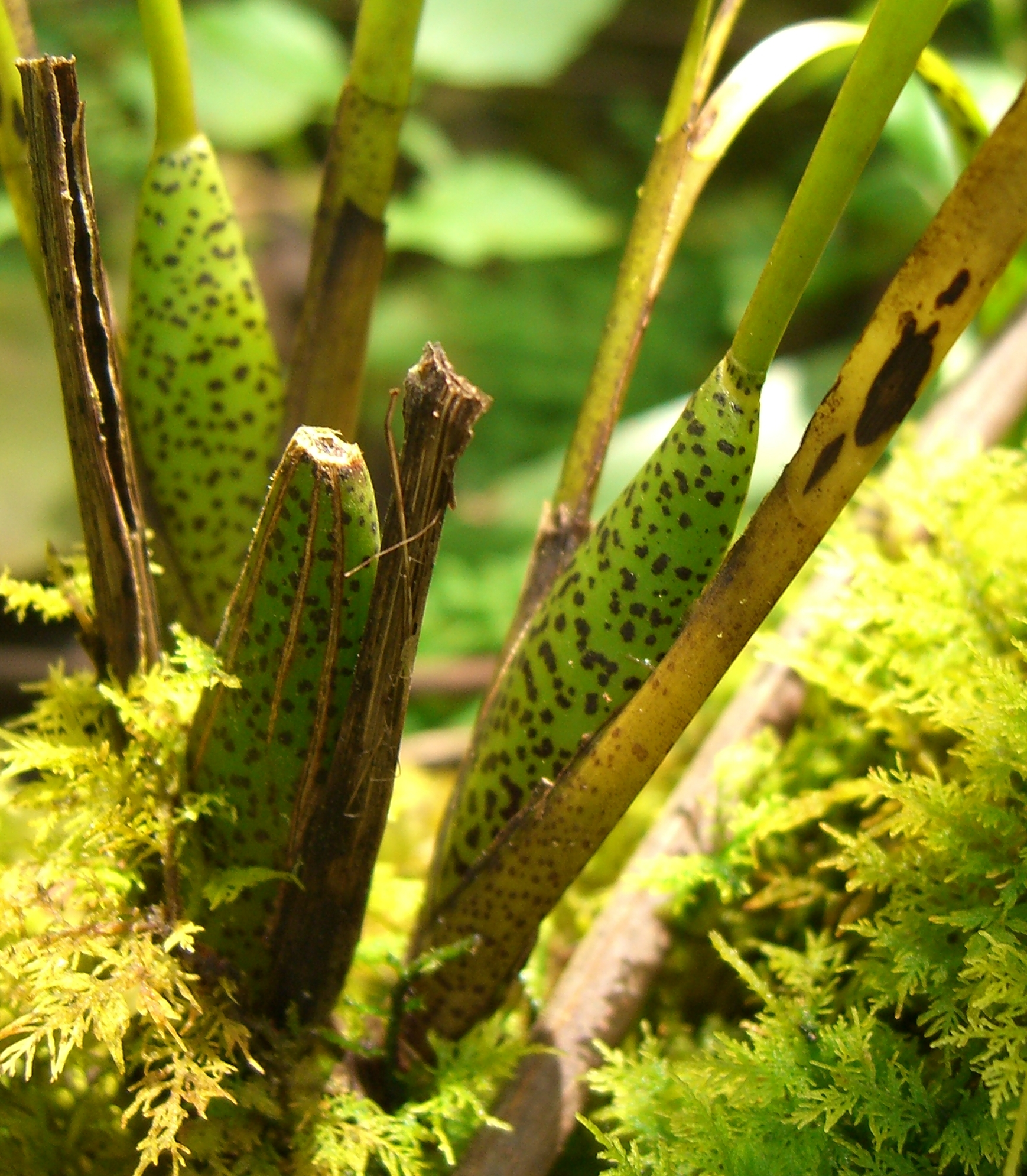
Detalle

## Descripción
Son orquídeas de pequeño tamaño con hábitos de epifita, rastrera ,cespitosa con pseudobulbos estrechos ovado-elípticos, ligeramente planos, visiblemente manchados,  marrones verdosos oscuros envueltos por 2 a 3 pares de vainas conduplicadas y llevando una sola hoja, apical, erecta, ligulada, oblicuamente bilobada apical, conduplicada abajo en la afilada hoja y con la base peciolada. Florece en el verano después y a principios del otoño en una inflorescencia axilar, cilíndrica, erecta-arqueada, de 12,5 cm  de largo, inflorescencia racemosa con una sola bráctea tubular por encima, juntando las brácteas florales y llevando de 5 a 7  flores no retorcidas

## Distribución
Se encuentra en   Ecuador, Perú y Bolivia en el bosque montano húmedo en los miembros inferiores y pequeños troncos de los árboles en las elevaciones de 1400 a 2400 metros.  

## Taxonomía
Cyrtochilum caespitosum fue descrito por (Rolfe) Dalström y publicado en Lindleyana 16(2): 60–61. 2001.
Etimología
Cyrtochilum: nombre genérico que deriva del griego y que se refiere al labelo curvado que es tan rígido que es casi imposible de enderezar.
caespitosum: epíteto latíno que significa "cespitosa"
Sinonimia
- Dasyglossum quadridentatum (D.E.Benn. & Christenson) Königer
- Odontoglossum pusillum C.Schweinf.
- Odontoglossum quadridentatum D.E.Benn. & Christenson
- Rusbyella caespitosa Rolfe
- Rusbyella peruviana D.E.Benn. & Christenson
- Rusbyella quadridentata (D.E.Benn. & Christenson) Senghas[4][5]